# فون (أسطورة)

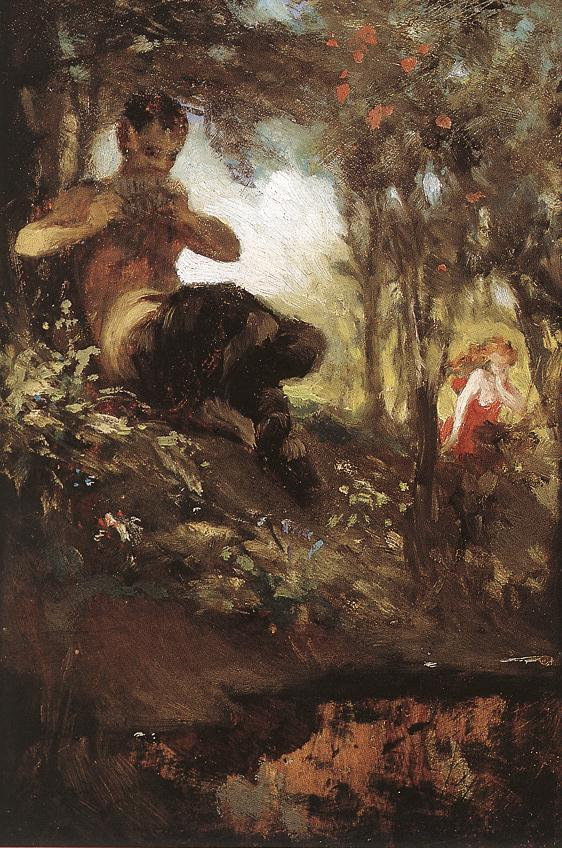
لوحة لكائن الفون مرسومة من قبل الرسام المجري بال شينييه ميرسي

فون (باللاتينية: Faunus) هو كائن أسطوري خيالي نصف إنسان ونصف معزة (رأسه وجسمه العلوي إنسان ورجليه من الماعز مع وجود قرون له) ذكر هذا الكائن في الأساطير الرومانية ويعتقد أن أصله من الساتير الموجود في معتقدات الأساطير الاغريقية، وقد كان الرومان يعتقدون أن هذا الكائن كان يعيش بشكل فردي في المناطق البرية وبالرغم من أنه كان يبتعد عن الإنسان، إلا أن الإنسان كان قادراً على التفاعل معه والتحكم به.

## معرض صور

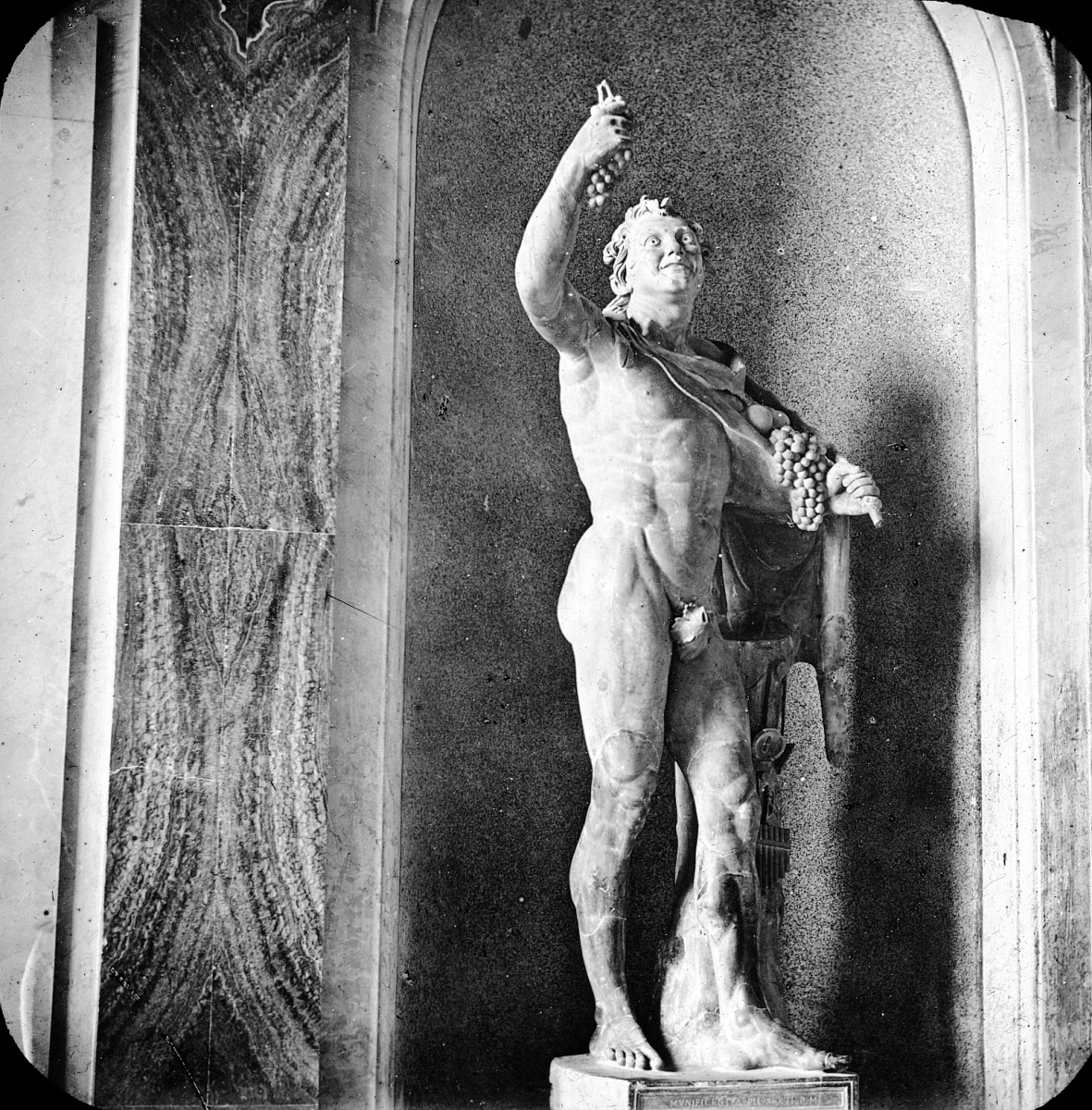
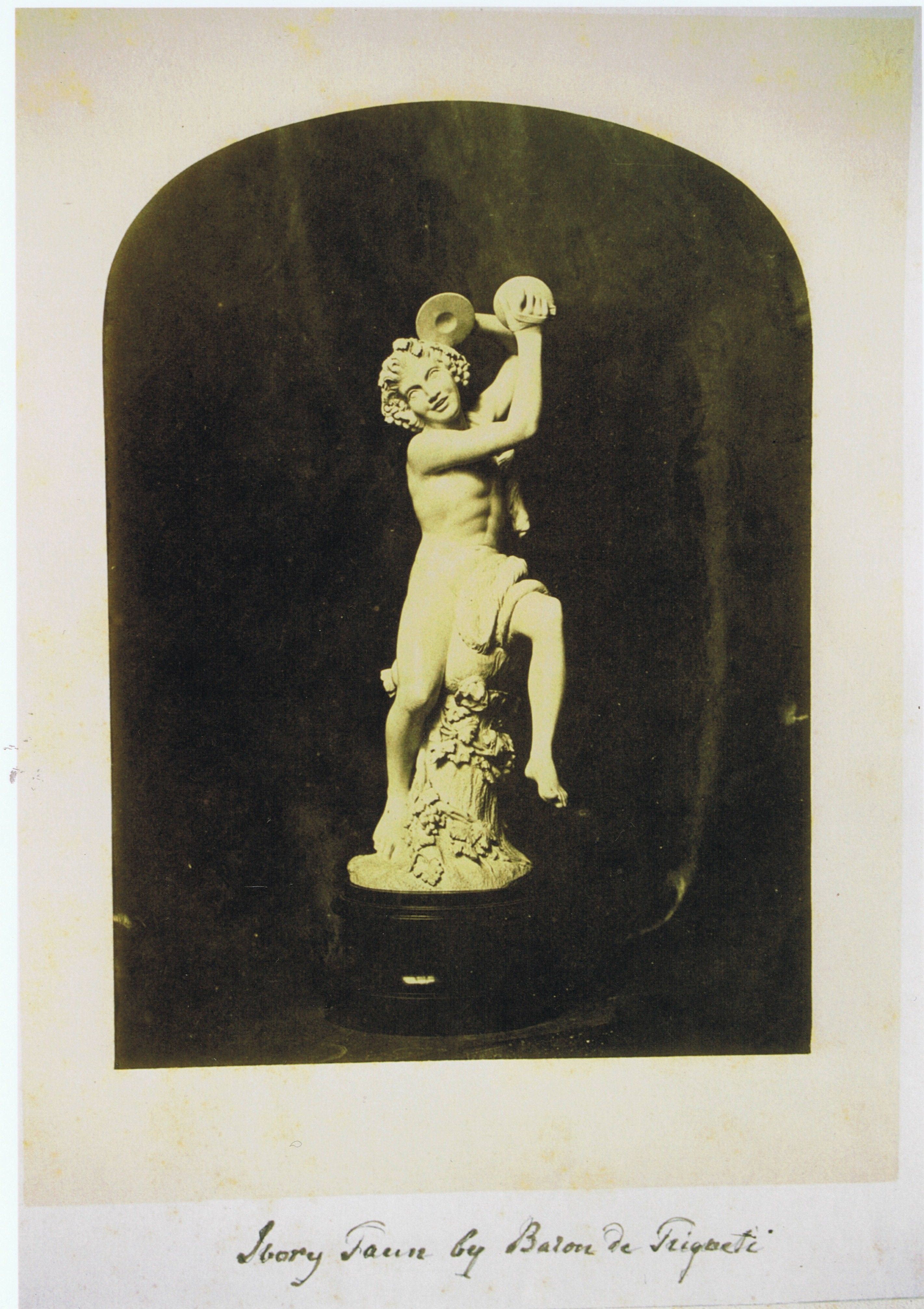
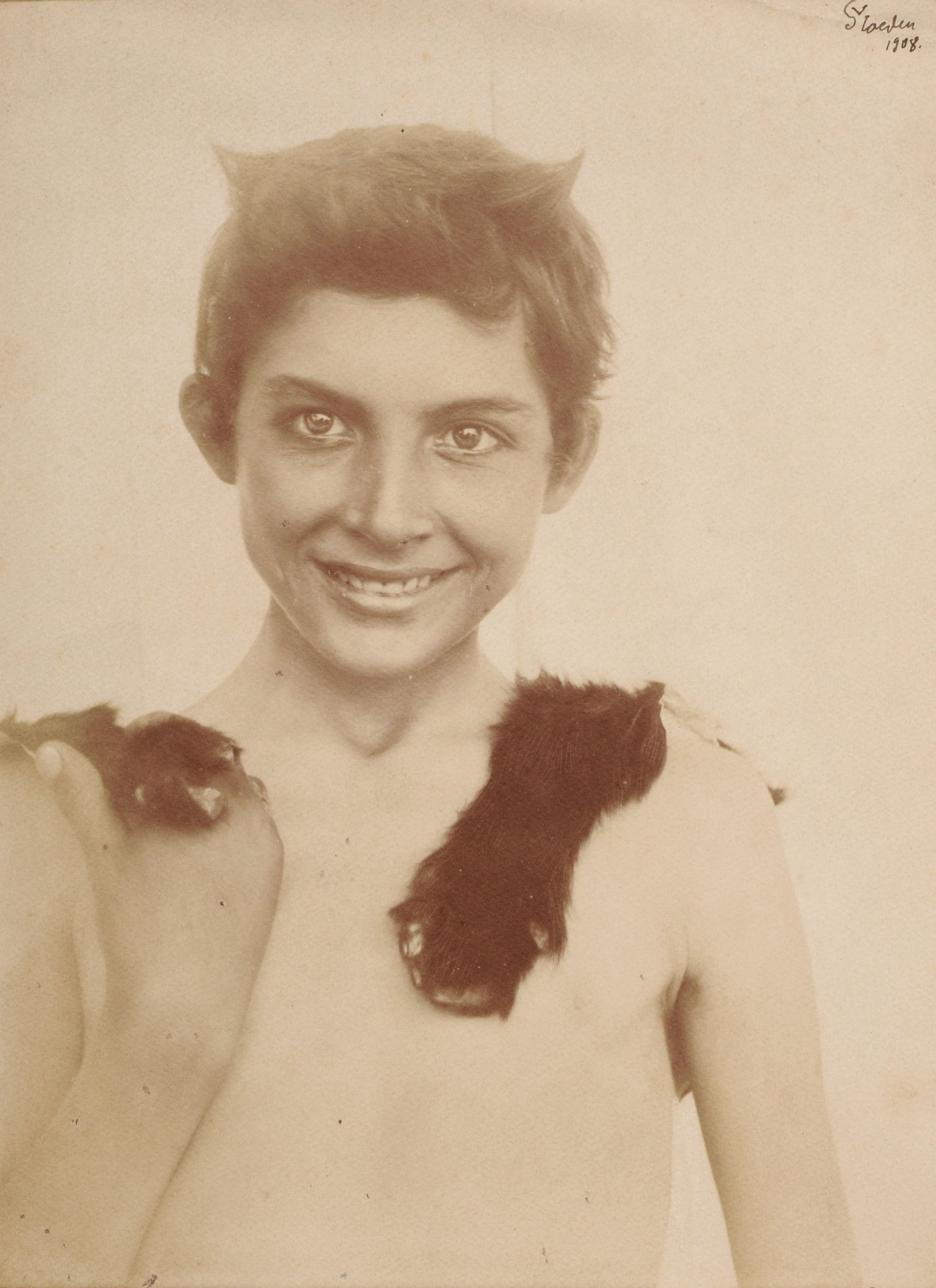